# Las aventuras de Colilla y su pato Banderilla
Las aventuras de Colilla y su pato Banderilla es una serie de historietas creada por Juan Pérez del Muro en 1929, la más famosa de las suyas.

## Trayectoria editorial
Juan Pérez del Muro creó la serie para el suplemento "Los Chicos" de "El Mercantil Valenciano", que también maquetaba. Ocupó su portada desde su número catorce.
En la posguerra, Juan Pérez del Muro la recuperó para la revista "Jaimito" sin lograr repetir el mismo éxito.
Volvió a aparecer a partir de 1954 en el suplemento "La hora del recreo" del diario Levante, dibujada por Vicente Ramos, José Morante y Enrique Cerdán.

## Características
Para el investigador Pedro Porcel Torrens, Las aventuras de Colilla y su pato Banderilla se inscribe en la tradición de Felix el gato y Zig et Puce, y anticipa el Pumby de Sanchis, merced a su ingenua fantasía y su trazo puro. Según Porcel Torrens, fue la mejor historieta valenciana anterior a la Guerra Civil, pero no creó escuela.